# Gilberto Vázquez
Gilberto Valentín Vázquez Bisio (Rivera, 20 de agosto de 1945 - Montevideo, 22 de octubre de 2021) fue un coronel retirado del ejército de Uruguay. Durante la dictadura cívico-militar uruguaya actuó en el Servicio de Información y Defensa (SID) y también fue parte del Órgano Coordinador de Operaciones Antisubversivas (OCOA). En el 2009 se le imputaron 28 delitos de homicidio especialmente agravado y se lo condenó posteriormente a cumplir 25 años de cárcel. En octubre de 2011 una corte lo procesó por el homicidio especialmente agravado de María Claudia García Irureta-Goyena y la apropiación y robo de identidad de la niña Macarena Gelman. Falleció en el Hospital Militar de Montevideo el 22 de octubre de 2021

## Biografía

### Carrera militar
Ingresó al ejército el 1 de marzo de 1963, cuando tenía 18 años, al Arma de Caballería. Fue ascendido a teniente primero en 1970 y desde el año siguiente revistió en la sección de Inteligencia (llamada S2), del Regimiento de Caballería Mecanizada N°4. En ese cuartel, llegó al grado de capitán y posteriormente, en 1976, pasó a actuar en el Servicio de Información y Defensa (SID), uno de los organismos creados por la dictadura cívico-militar uruguaya con finalidades de represión política, asesinato y desaparición de opositores del régimen. También operó en el centro centro clandestino de detención y tortura llamado 300 Carlos, que funcionó en el galpón n° 4 del Servicio de Material y Armamento del Ejército (S.M.A.), ubicado en Avenida de las Instrucciones 1925, en el predio contiguo al Batallón de Infantería N°13, en el departamento de Montevideo. En dicho lugar ocupaba el séptimo lugar de mando, razón por la cual uno de los alias por el que fue conocido era "307".
En el marco de la coordinación represiva de las dictaduras del cono sur conocida como Plan Cóndor, participó en Argentina de las detenciones y torturas a integrantes uruguayos del Partido por la Victoria del Pueblo, secuestrados en julio de 1976. Fue visto en la sede del Servicio de Información y Defensa, ubicado en la esquina de Bulevar Artigas y Palmar de la ciudad de Montevideo en septiembre y octubre de 1976. A ese lugar fue trasladada María Claudia García Irureta-Goyena, quien se encontraba embarazada y dio a luz a una niña a quien le fue robada la identidad. También integró la plana mayor de otro organismo creado por la dictadura para la persecución de opositores, llamado Órgano Coordinador de Operaciones Antisubversivas (OCOA), en cuya sede de Montevideo, funcionó otro centro clandestino de detención y tortura llamado La Tablada donde desaparecieron al menos 12 personas.
En 1977 Vázquez fue ascendido al grado de mayor, siendo destinado al Instituto Militar de Estudios Superiores (IMES). Desde el año 1981 estuvo en el Estado Mayor del Ejército con el grado de teniente coronel. Fue docente de estrategia militar en el Centro de Altos Estudios Nacionales (CALEN) hasta el año 2006.

### Procesos judiciales y condena
Al finalizar la dictadura sus delitos fueron incluidos en la llamada Ley de Caducidad, que impidió que al igual que otros funcionarios militares y policiales fuera juzgado por los crímenes cometidos en el período de facto. Esta ley habilita al gobierno a especificar o no bajo consulta del Poder Judicial, si un caso está amparado por la Ley de Caducidad o no. Durante el primer gobierno de Tabaré Vázquez (2005-2010), su caso fue excluido de dicha ley, lo que posibilitó su enjuiciamiento y posterior condena.
En el año 2006 fue citado a declarar, junto a otros integrantes de la OCOA por delitos durante la dictadura y quedó detenido, junto a otros oficiales imputados, bajo un régimen flexible de arresto administrativo en la sede de la División I del ejército. Ante una fuga desde el Hospital Militar ocurrida ese mismo año, se resolvió que los militares fueran trasladados a Cárcel Central. Al año siguiente fue frustrada otra fuga. A raíz de la fuga del Hospital Militar un Tribunal de Honor de las fuerzas armadas dictaminó que esa evasión constituía una "falta gravísima" y dictaminaron que el militar pasara a "estatus de reforma", lo que significa la pérdida de la calidad de militar y que sus haberes jubilatorios se le reduzcan a un tercio, siendo los otros dos tercios cobrados por esposa o familiares con derecho a pensión.
En el año 2009, Vázquez, junto a los militares retirados José Nino Gavazzo, Ricardo Arab, Jorge “Pajarito” Silveira y Ernesto Avelino Ramas fueron condenados a 25 años de cárcel por 28 delitos de homicidio especialmente agravado. En la misma causa, fueron sentenciados a 20 años de prisión el coronel retirado Luis Maurente y los expolicías Ricardo "Conejo" Medina y José Sande Lima.
El 11 de abril de 2011 fue trasladado junto a otros militares condenados por delitos durante la dictadura desde Cárcel Central a una nueva cárcel, construida donde antiguamente funcionaba el Batallón de Ingenieros N°5 del Ejército.
En el año 2012 el militar solicitó la conformación de un nuevo tribunal militar para la unificación de su jubilación, el cual recomendó al Ministro de Defensa Nacional Eleuterio Fernández Huidobro la restitución del pago, el cual fue aprobado por este el 18 de diciembre de ese año. En diciembre de 2014 el abogado y exjuez penal  
Federico Álvarez Petraglia, que tenía a su cargo la denuncia en varias causas relacionadas con violaciones a los derechos humanos durante la dictadura, hizo pública esa resolución, criticando duramente que el Ministerio haya habilitado la formación de ese tribunal y que haya aceptado la recomendación, basada en que el militar había observado "buena conducta durante los últimos cinco años".
En el año 2016, el juez Martín Gesto le concedió el beneficio de prisión domiciliaria. El 24 de octubre de 2018, un medio de prensa reveló que desde el 10 de octubre de ese año la estaba cumpliendo en un apartamento del centro de la ciudad de Rivera, limítrofe con Brasil, y que incumplido este beneficio al no estar en su domicilio al momento de su verificación por parte del personal policial. Dicho traslado de la prisión domiciliaria también fue habilitado por el juez Martín Gesto.